# Expo 1949
De Expo 1949 was een wereldtentoonstelling die in 1949 werd gehouden in Stockholm. Het was de 5e gespecialiseerde tentoonstelling die door het Bureau International des Expositions werd erkend. In 1949 werden nog twee andere expo's georganiseerd, in Stockholm werd de sport belicht.